# 싱가포르 스포츠 허브
싱가포르 스포츠 허브(Singapore Sports Hub, 중국어: 新加坡體育城; 말레이어: Hab Sukan Singapura; 타밀어: 싱가포르 스포츠 허브)는 싱가포르 칼랑에 있는 스포츠 및 레크리에이션 지구이다. 스포츠 허브는 새로운 국립경기장과 기존 싱가포르 실내체육관을 기반으로 하는 35헥타르 규모의 민관 협력 프로젝트이며, 새로운 수영 시설, 실내 스포츠 홀, 수상 스포츠 센터, 공공 스포츠 시설 및 소매점도 포함한다.
스포츠 허브는 2014년 6월 30일에 대중에게 개방되었으며, 현재 스타디움, 탄종루역, 칼랑역 MRT 역과 연결되어 있다.

## 역사
스포츠 허브 프로젝트는 2001년 당시 지역사회 개발 및 스포츠부 장관 압둘라 타르무기가 의회에서 권고한 바에 따라 제안되었다. 그의 제안은 싱가포르가 스포츠 문화를 장려하고 노후화된 국립경기장을 대체해야 한다는 스포츠 싱가포르 위원회의 보고서에 기반한 것이었다.
스포츠 허브는 새로운 경기장, 새로운 수영 센터, 실내 아레나, 레크리에이션 시설을 포함할 예정이었다. 알피네 메이레더, 싱가포르 골드 컨소시엄, 싱가포르 스포츠 허브 컨소시엄(SSHC)은 2007년 2월에 새로운 국립경기장과 주변 시설을 포함하는 프로젝트 입찰서를 제출했다. 2008년 1월 19일, 싱가포르 정부는 드라가제 싱가포르 유한회사가 이끄는 SSHC에 스포츠 허브 프로젝트 개발권을 부여했다. 지역사회 개발, 청소년 및 스포츠부 장관 비비안 발라크리슈난은 그들의 입찰이 "프로그램, 팀 문화 및 파트너십, 기능성 및 레이아웃에서 상당한 강점"을 보였다고 언급했다.
스포츠 허브는 SportsHub Pte Ltd와 민관 협력을 통해 진행되었으며, InfraRed Capital Partners, Dragages Singapore, DTZ Facilities and Engineering, Global Spectrum Asia의 네 회사로 구성되었다.
SHPL은 2008년에 계약을 맺었으며 스포츠 허브를 설계, 건설, 자금 조달 및 운영하는 25년 계약을 체결했다.
구 국립경기장 철거는 2008년에 시작될 예정이었고, 새 스포츠 허브 건설은 원래 2011년에 완료될 예정이었다. 그러나 2008년 금융 위기와 높은 건설 비용으로 인해 프로젝트가 지연되었다. 2008년에는 큰 문제가 없다면 2013 동남아시안 게임에 맞춰 프로젝트가 완료될 것으로 예상되었다. 하지만 2009년 지연이 발표된 후 싱가포르는 동남아시안 게임 개최를 철회했다. 2010년 8월, 건설 시작 계약이 체결되었으며, 구 국립경기장 철거 작업은 2010년 10월에 시작하고 새 스포츠 허브는 2014년 4월에 완공할 계획이 보도되었다. 국립경기장 철거는 2010년 9월 29일 기공식과 함께 시작되었다.
SHPL과의 계약은 지연으로 인해 2010년부터 시작되었으며, 2035년까지 25년간 지속될 예정이었다.
스포츠 허브 시설 중 일부의 명칭 사용권은 여러 파트너에게 판매되었는데, OCBC은행은 실내 경기장과 수영 센터를 후원하고, 100plus는 새로운 국립경기장 주변의 888 m (971 yd) 산책로를 후원했다.
스포츠 허브 시설은 2014년 6월 30일에 공식적으로 대중에게 개방되었으며, 그해에 2015 동남아시안 게임을 포함한 행사를 개최하기 시작했다. 리셴룽 총리는 2015년 7월 26일 국립경기장에서 열린 청소년의 날 행사 Youth Celebrate!에서 시설을 공식적으로 개장했다.
2022년 6월 10일, 문화공동체청소년부 산하 법정 기관인 Sport Singapore가 2022년 12월 9일부터 스포츠 허브의 관리 및 소유권을 인수하여 싱가포르 지역사회에 더 쉽게 접근할 수 있도록 할 계획이라고 발표했다.
8월 18일, 로런스 웡 총리는 건국기념일 집회에서 스포츠 허브에 새로운 실내 경기장을 건설할 계획을 자세히 설명했다. 이 경기장은 기존 싱가포르 실내체육관 옆에 건설되며, 좌석수는 18,000명이다. 새로운 경기장은 Singapore Sports School의 이전과 시설 개선을 포함하는 "칼랑 얼라이브" 개발 계획의 일부가 될 것이다. 웡은 이 개발이 "[스포츠 허브의] 잠재력을 완전히 발휘할 것"이라고 언급했다.

## 시설

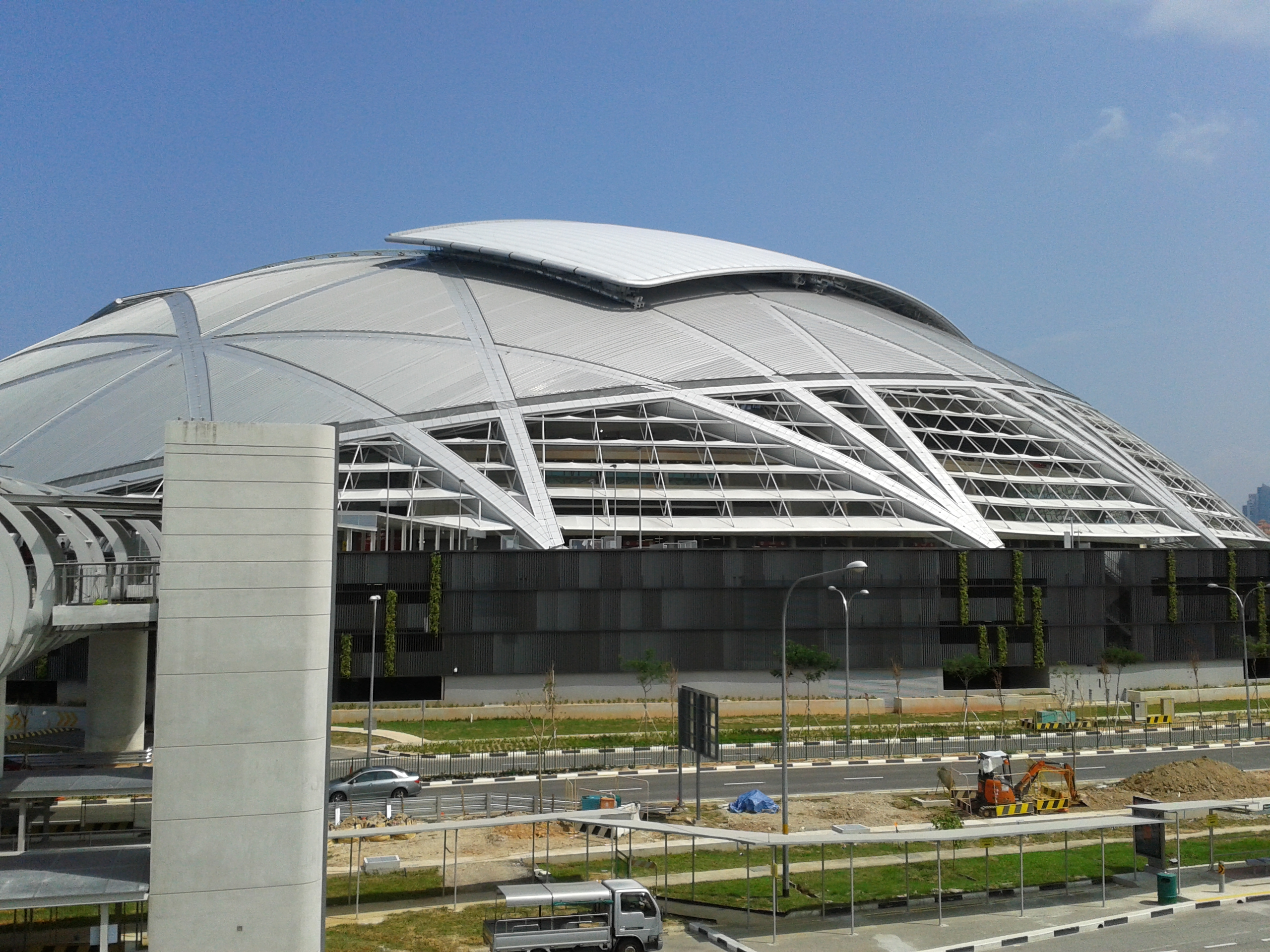
칼랑 보행교에서 바라본 싱가포르 국립경기장

35헥타르 규모의 싱가포르 스포츠 허브에는 다음과 같은 스포츠 시설이 포함된다.
- 개폐식 지붕과 이동식 계단식 좌석을 갖춘 55,000석 규모의 국립경기장
- 기존 12,000석 규모의 실내 경기장인 싱가포르 실내체육관
- OCBC 수영 센터: 훈련 및 경기를 위한 두 개의 올림픽 사이즈 수영장과 다이빙 시설을 갖추고 있다. FINA 행사를 개최했으며, 싱가포르 수영 협회 본부이다.[20][21] 영구 좌석은 3,000석이지만, 필요시 6,000석까지 확장할 수 있다.[22][23]
- OCBC 아레나: 실내 스포츠 시설.
- 수상 스포츠 센터: 칼랑 분지를 따라 카약 및 카누 시설.[24]
- 농구, 네트볼, 배구 코트, 달리기 및 자전거 도로를 포함한 다양한 커뮤니티 시설.

또한 싱가포르 스포츠 박물관, 스포츠 허브 도서관, 시마노 사이클링 월드(자전거 제조업체 시마노가 운영하는 자전거 박물관), 그리고 칼랑 웨이브 몰(국립경기장에 딸린 쇼핑 센터로 상점, 레스토랑, 16 m (52 ft) 인공암벽 및 옥상 어린이 워터파크를 갖추고 있다)이 포함된다.

## 갤러리
| - OCBC 수영 센터 - 싱가포르 실내체육관 - OCBC 아레나 - 스케이트 파크 - 비치발리볼 구역 - 야외 농구 코트 |

## 같이 보기
- 싱가포르 국립경기장